# Eurojust
Eurojust (někdy psáno EUROJUST; málo používaný formální název: Jednotka Evropské unie pro justiční spolupráci – angl. The European Union’s Judicial Cooperation Unit) je agenturou Evropské unie zřízenou ve III. pilíři za účelem zvýšení efektivity mezinárodní justiční spolupráce v trestních věcech mezi členskými státy Evropské unie, zejména v oblasti vyšetřování a stíhání závažné přeshraniční kriminality a organizovaného zločinu. Sídlí v nizozemském Haagu.

## Vznik
Na svém zasedání ve finském Tampere (15. až 10. října 1999) Evropská rada rozhodla, že k posílení boje proti závažné kriminalitě má být zřízena jednotka justiční spolupráce složená ze státních zástupců, soudců či policejních důstojníků členských států Evropské unie. Na základě tohoto rozhodnutí pak Rada Evropské unie dne 14. prosince 2000 přijala rozhodnutí o vytvoření Prozatímní jednotky justiční spolupráce (2000/799/SVV; v Úř. věst. publikováno dne 21. 12. 2000 pod č. L 324). Tento tzv. Pro-Eurojust působil v Bruselu od 1. března 2001 a jeho posláním bylo zdokonalovat justiční spolupráci v trestních věcech mezi orgány členských států Evropské unie a poskytovat odborné zázemí pro přípravu instrumentu zřizujícího samotný Eurojust.
Následně pak bylo přijato rozhodnutí Rady Evropské unie ze dne 28. února 2002 o založení jednotky Eurojust za účelem posílení boje proti závažné trestné činnosti (2002/187/SVV; v Úř. věst. publikováno dne 6. 3. 2002 pod č. L 63), kterým byl zřízen Eurojust jako instituce Evropské unie se sídlem v Haagu. Smlouvou z Nice byla úloha Eurojustu doplněna i do primárního práva Evropské unie (čl. 31 Smlouvy o Evropské unii).

## Působnost a struktura
Eurojust se skládá především z národních členů, tj. státních zástupců, soudců či policejních úředníků s obdobnými pravomocemi přidělených k Eurojustu členskými státy Evropské unie (každý členský stát může jmenovat jen jednoho národního člena). Každý národní člen může mít asistenta, který je oprávněn národního člena plně zastupovat.
Struktura Eurojustu se skládá z:
- národních členů (National Members),
- národních zpravodajů (National Correspondents),
- Kolegia (the College; tj. „kulatý stůl“ všech národních členů),
- předsedy (volen Kolegiem na 3 roky; volba však podléhá schválení Radou Evropské unie) a místopředsedů Kolegia,
- tajemníka Kolegia (Secretary to the College),
- správy (Administration) v čele se správním ředitelem (Administrative Director),
- úředníka pro ochranu údajů (Data Protection Officer) a
- společného kontrolního orgánu (Joint Supervisory Body).

Eurojust může být činný v konkrétních případech (týkajících se dvou či více členských států Evropské unie) buď z vlastní iniciativy, jde-li o:
- typ trestné činnosti uvedený v čl. 2 Úmluvy o Europolu,
- počítačovou trestnou činnost,
- podvod,
- korupci,
- jakoukoli trestnou činnost poškozující finanční zájmy Evropských společenství,
- zastírání původu výnosů z trestné činnosti,
- trestné činy proti životnímu prostředí nebo
- účast na zločinném spolčení,

anebo pokud byl o pomoc požádán příslušným orgánem dotčeného členského státu Evropské unie a je to v souladu s cíli Eurojustu.
Úkolem Eurojustu v konkrétních případech je:
- podporovat koordinaci vyšetřování a trestních řízení vedených v jednotlivých dotčených členských státech,
- podporovat justiční spolupráci mezi příslušnými orgány dotčených členských států a
- být jinak nápomocen příslušným orgánům dotčených států za účelem zvýšení efektivity jejich činnosti v dané trestní věci (zejména formou konzultací), přičemž

v mezích své působnosti je oprávněn příslušné orgány dotčených členských států může požádat či je vyzvat, aby zvážily:
- zahájení vyšetřování nebo stíhání předmětného trestného činu,
- souhlasit s tím, že jeden z nich je schopen lépe vést vyšetřování nebo stíhání předmětného trestného činu,
- koordinaci své činnosti s příslušnými orgány ostatních dotčených členských států nebo
- sestavení společného vyšetřovacího týmu s ostatními dotčenými členskými státy.

Eurojust je v konkrétních případech činný formou:
- plenárních jednání Kolegia (má-li Kolegium na návrh předsedy nebo národního člena rozhodnout, zda se Eurojust bude konkrétním případem zabývat);
- operativních jednání dvou či více národních členů;
- zvláštních koordinačních schůzek jednoho či více národních členů s představiteli vnitrostátních orgánů činných v trestním řízením v předmětné trestní věci;
- asistenční a konzultační činnosti národních členů ve vztahu k příslušným orgánům svých domovských států.

Národní členové také zprostředkovávají výměnu informací mezi příslušnými orgány členských států o vyšetřováních a trestních řízeních, pokud mají dopad na evropské úrovni (ať již celounijní, anebo dopad na několik členských států).
Eurojust nicméně není evropským prokurátorem, tj. nemůže sám nahradit procesní úkony příslušných vnitrostátních orgánů členských států.
Eurojust má rovněž pravidelně informovat Evropskou komisi o obecných problémech, které brzdí mezinárodní justiční spolupráci v trestních věcech mezi členskými státy Evropské unie, aby mohla Komise vytvářet a předkládat návrhy a iniciativy evropských předpisů Radě Evropské unie ke zlepšení této spolupráce.
Nezanedbatelný význam má rovněž školicí činnost Eurojustu (pořádání seminářů).

## Národní členové
| Země               | Národní člen                | Poznámka                 |
| Belgie             | Michèle Coninsx             | místopředsedkyně Kolegia |
| Bulharsko          | Mariana Ilieva Lilova       |                          |
| Česko              | Pavel Zeman                 |                          |
| Dánsko             | Jesper Hjortenberg          |                          |
| Estonsko           | Raivo Sepp                  | místopředseda Kolegia    |
| Finsko             | Ritva Sahavirta             |                          |
| Francie            | Gérard Loubens              |                          |
| Irsko              | Robert Sheehan              |                          |
| Itálie             | Francesco Lo Voi            |                          |
| Kypr               | -                           |                          |
| Litva              | Laima Čekelienė             |                          |
| Lotyšsko           | Gunãrs Bundzis              |                          |
| Lucembursko        | Carlos Zeyen                |                          |
| Malta              | Donatella Frendo Dimech     |                          |
| Maďarsko           | Ilona Lévai                 |                          |
| Německo            | Hans-Holger Herrnfeld       |                          |
| Nizozemsko         | Arend Vast                  |                          |
| Polsko             | Mariusz Skowroński          |                          |
| Portugalsko        | João Manuel Da Silva Miguel |                          |
| Rakousko           | Ingrid Maschl-Clausen       |                          |
| Rumunsko           | Elena Dinu                  |                          |
| Řecko              | Lampros Patsavellas         |                          |
| Slovensko          | Ladislav Hamran             |                          |
| Slovinsko          | Malči Gabrijelčič           |                          |
| Spojené království | Aled Williams               | předseda Kolegia         |
| Španělsko          | Juan Antonio García Jabaloy |                          |
| Švédsko            | Ola Laurell                 |                          |